# サンクス西四国
サンクス西四国株式会社（サンクスにししこく、英: Sunkus Nishi-Shikoku Co., Ltd.）は、かつて愛媛県松山市に本社を置いていた企業。サークルKのエリアフランチャイザー（2015年まではサンクスのエリアフランチャイザー）であり、ファミリーマート（二代目、旧サークルKサンクス）の完全子会社であった。

## 概要
コンビニエンスストア・ファミリーマート（旧サークルKサンクス）のエリアフランチャイズ本部企業であった。愛媛県および高知県における「サンクス」店舗の経営・管理・運営指導を行っていたが、2014年（平成26年）12月にサークルケイ四国がサークルKサンクスの完全子会社となったことに伴い、翌2015年（平成27年）3月以降、同社管内のサンクス店舗を同年8月までに「サークルK」ブランドに順次変更し、最後までサンクスのまま残っていた宇和れんげ店（西予市）が8月に閉店したことをもって、サンクス西四国でのブランド統一は完了した。ブランド統合直前は80店（愛媛県54店・高知県36店）のサンクス店運営に関与していた。
2016年（平成28年）11月、親会社のファミリーマートは四国地方でのコンビニエンスストア事業の拡大、ファミリーマート店舗への転換を促進する為、同社の事業を継承し運営を行うことが有効であるとし、同社の事業を会社分割と吸収の方法により翌年3月1日を効力発生日として統合すると発表した。予定通り同日をもって事業会社としては消滅し、清算会社となった。

## 沿革
- 1992年（平成4年）
  - 8月3日 - 松山市のアイスクリーム卸「南商事」の子会社「メインステイカンパニー（本社東京、のちに親会社南商事と合併）」と、当時のサンクスアンドアソシエイツの共同出資で「サンクス愛媛」（サンクスえひめ）を設立。[2]
  - 8月27日 - エリアフランチャイズ契約締結。
- 1993年（平成5年）4月9日 - 松山市に1号店となるサンクス北斎院店開店。[3]
  - 後に南商事のコンビニ事業撤退に伴い、1936年（昭和11年）創業の酒類食品卸「酒館株式会社」にエリアフランチャイズ契約権を譲渡。
- 1994年（平成6年）11月29日 - 「サンクス西四国」に社名変更。
- 1997年（平成9年）11月 - 高知県1号・2号店、高知札場店・高知万々店を同時出店。
- 2001年（平成13年）8月29日 - 酒館株式会社を中心としたグループ4社が民事再生法申請。のちに酒館の保有株式を個人移動。
- 2006年（平成18年）3月31日 - 当時の代表取締役社長であった山本順子（元・酒館株式会社）の保有株式をサークルKサンクスが全株取得し完全子会社化。
- 2015年（平成27年）
  - 3月 - 同社管内のサンクス店舗を同年8月末までに「サークルK」ブランドに順次変更開始。
  - 6月 - 本社をサークルケイ四国本社内に移転。
- 2017年（平成29年）
  - 2月28日 - 法人解散。
  - 3月1日 - 吸収分割の方法により、親会社ファミリーマートに統合。
  - 7月25日 - 清算結了。

## 存在した地域事務所
- 高知オフィス（高知市札場）